# Famille Zanobrio
 (juillet 2024).
La famille Zanobrio (ou Zenobrio) est une famille patricienne de Venise, originaire de Vérone, qualifiée du titre de « Comtes de l'Empire ».

## Historique
Cette famille est des plus puissantes et des plus riches de l'État, quoiqu'elle n'ait été aggregée à l'Ordre de la Noblesse de Venise qu'en 1646, en contrepartie des 100 000 ducats requis.

## Armes

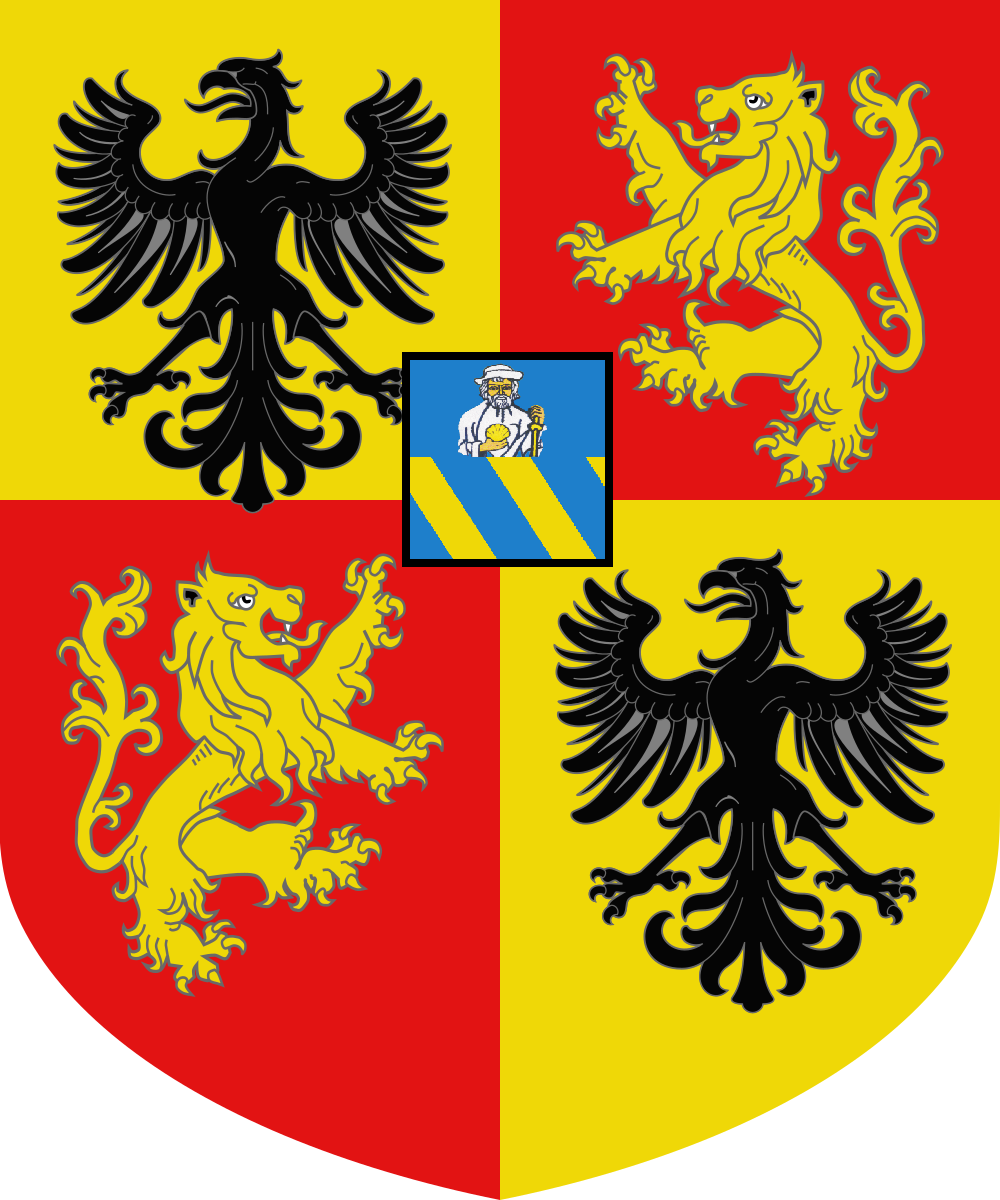
armes des Zenobrio

Les armes de la famille sont écartelé, aux 1 et 4, d'or, à l'aigle éployée de sable, aux 2 et 3, de gueules, au lion d'or, celui du 3 contourné. Sur le tout coupé : a. d'azur à un pèlerin issant, habillé d'argent, posé de profil, tenant entre ses mains une coquille ; b. bandé d'or et d'azur.